# ロシュ＝オー＝モワンヌの戦い
ロシュ＝オー＝モワンヌの戦い（ロシュ＝オー＝モワンヌのたたかい、フランス語: Bataille de la Roche-aux-Moines）は英仏戦争中の1214年7月2日、イングランド王国とフランス王国の間で戦われた戦闘。イングランド王ジョンは城の包囲を試みたが、アンジュー貴族に協力を拒否されたことで撤退した。

## 戦闘
1214年、ジョン王はノルマンディーをフィリップ2世から奪回する最後の試みを開始した。神聖ローマ皇帝オットー4世、ルノー・ド・ブローニュ、フランドル伯フェランなどの同盟者を確保した上でローマ教皇インノケンティウス3世の支持も得て、さらに経験豊富な自軍を戦場に駆り出すための軍資金もふんだんに準備したため、ジョンは戦役の成功を楽観視していた。しかし、1214年2月にジョンがポワトゥーに進軍しようとしたとき、彼の臣下の多くが従軍を拒否し、彼は騎士を傭兵でまかなわなければならなかった。ジョンの計画では自身がポワトゥーから北東のパリに進撃する一方、オットー、ルノー、フェランらはソールズベリー伯爵の支援も受けてフランドルから西南へ進軍した。
戦役は初期では順調に進み、ジョンはフランス王太子ルイ率いる軍勢に行軍で競り勝って6月末にはアンジュー伯領を再占領した。ジョンが重要な城塞であるロシュ＝オー＝モワンヌ城を包囲したため、ルイが劣勢のまま会戦に挑まなければならなかったが、現地のアンジュー貴族がジョン王とともに前進することを拒否した。逆にやや劣勢に陥ったジョン王はラ・ロシェルに撤退した。

## その後
フランス王フィリップ2世が直後のブーヴィーヌの戦いでジョンの同盟者神聖ローマ皇帝オットー4世らに辛くも勝利すると、ジョンのノルマンディー再占領の望みは潰えた。6年間の平和合意が締結され、ジョンはアンジュー公国をフィリップ2世に返還し、賠償金を支払った。10月にはジョンがイングランドに帰国した。